# Düzardıç, Canik
Düzardıç là một xã thuộc quận Canik, tỉnh Samsun, Thổ Nhĩ Kỳ. Dân số thời điểm năm 2010 là 810 người.